# Маршал Румунії

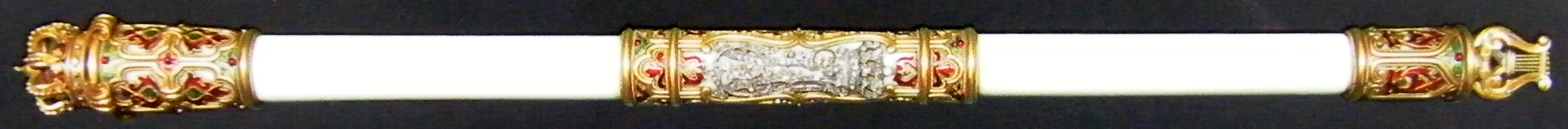
Маршальський жезл маршала Румунії

Ма́ршал Румунії (рум. Mareșalii României)  — вище військове звання в Збройних силах Румунії.
На сьогодні еквівалентно званням фельдмаршала і генерала армії (OF-10) в інших арміях країн НАТО.

## Історія військового звання Маршал Румунії
За всю історію це звання було присвоєне 8 разів. Переважно присвоювалося монархам Королівства Румунії, починаючи з першого короля держави Кароля I в 1909 році. Згодом звання отримали усі румунські королі. За бойові заслуги звання маршала Румунії удостоєні тільки два генерали, герої Першої світової війни: Александру Авереску і Константин Презан. Іон Антонеску в 1940—1944 роках глава держави і прем'єр-міністр Румунії, фактично диктатор, отримав звання в 1941 році, в розпал Другої світової війни.
З 1941 року військове звання маршал Румунії не присвоєне нікому. За сучасним румунським законодавством звання Маршала Румунії можливо присвоїти лише генералу чи адміралу румунських Збройних сил за виняткові воєнні заслуги під час війни. Присвоєння звання здійснюється Президентом Румунії за погодженням з Вищою радою національної оборони Румунії.

## Список маршалів Румунії
| # | Фото | Ім'я                       | Д. Н.          | Д. С.          | Військова біографія | Дата присвоєння звання |
| - | ---- | -------------------------- | -------------- | -------------- | --- | ---------------------- |
| 1 |      | Кароль I                   | 20 квітня 1839 | 10 жовтня 1914 | румунський князь («домнітор») (1866—1881), перший король Румунії (1881—1914), з німецького католицького дому Гогенцоллернів-Зігмарінгенів. Німецький генерал-фельдмаршал (1909), російський генерал-фельдмаршал (1912 — останнє присвоєння звання в Російській імперії)                                                        | 7 квітня 1909          |
| 2 |      | Фердинанд I                | 24 серпня 1865 | 20 липня 1927  | румунський король (1914—1927), з німецького католицького дому Гогенцоллернів-Зігмарінгенів. Головнокомандувач румунських Збройних сил за часи Першої світової війни (1916—1918) | 18 листопада 1918      |
| 3 |      | Александру Авереску        | 9 квітня 1859  | 2 жовтня 1938  | румунський державний, політичний та військовий діяч, маршал румунської армії. Начальник Генерального штабу (1911—1913), прем'єр-міністр (1918) та міністр закордонних справ (1918) Королівства Румунія. Учасник Другої Балканської та Першої світової воєн. Один з командувачів румунських армій за роки Першої світової війни | 14 червня 1930         |
| 4 |      | Константин Презан          | 27 січня 1861  | 27 серпня 1943 | румунський воєначальник, маршал румунської армії. Начальник Генерального штабу (1916—1918; 1918—1920). Учасник Другої Балканської та Першої світової воєн. Один з командувачів румунських армій за роки Першої світової війни                                                                                                  | 25 жовтня 1930         |
| 5 |      | Кароль II                  | 15 жовтня 1893 | 4 квітня 1953  | румунський король (1930—1940), маршал. Учасник Першої світової війни | 14 червня 1938         |
| 6 |      | Міхай I                    | 25 жовтня 1921 | 5 грудня 2017  | румунський король (1927—1930 і 1940—1947), маршал, кавалер ордену «Перемога». Учасник Другої світової війни | 10 травня 1941         |
| 7 |      | Іон Антонеску              | 14 червня 1882 | 1 червня 1946  | румунський державний, політичний та військовий діяч, маршал румунської армії. Кондукетор Румунського королівства (1941—1944), начальник Генерального штабу (1933—1934), міністр закордонних справ (1941—1944). Учасник Першої та Другої світових, румунсько-угорської воєн. 1946 року страчений як воєнний злочинець           | 22 серпня 1941         |
| 8 |      | Олександр I Карагеоргієвич | 16 грудня 1888 | 9 жовтня 1934  | король сербів, хорватів та словенців (1921—1929), король Югославії (1929–1934). Під час Балканських воєн командував І сербською армією, в ході Першої світової війни був верховним головнокомандувачем сербських військ | 1930                   |